# Hamnskär (vid Tvärminne, Hangö)
Hamnskär är en ö i Finland. Den ligger i Finska viken och i kommunen Hangö i den ekonomiska regionen  Raseborg i landskapet Nyland, i den sydvästra delen av landet. Ön ligger omkring 110 kilometer väster om Helsingfors.
Öns area är 2,8 hektar och dess största längd är 370 meter i nord-sydlig riktning. Ön höjer sig omkring 10 meter över havsytan.